# San Sebastián (Puebla)
La Junta auxiliar de San Sebastián se encuentra localizado en el norte del estado de Puebla, México. Su nombre oficial es el de San Sebastián y el nombre es por el santo patrono que se encuentra en la iglesia del centro de la junta auxiliar .
Colinda al norte y al este con la junta auxiliar de San Juan Acateno, y al sur y al este con la cabecera municipal que es  Teziutlán.

## Clima
El clima predominante es templado con calor , frío o lluvias  todo el año.

## Orografía

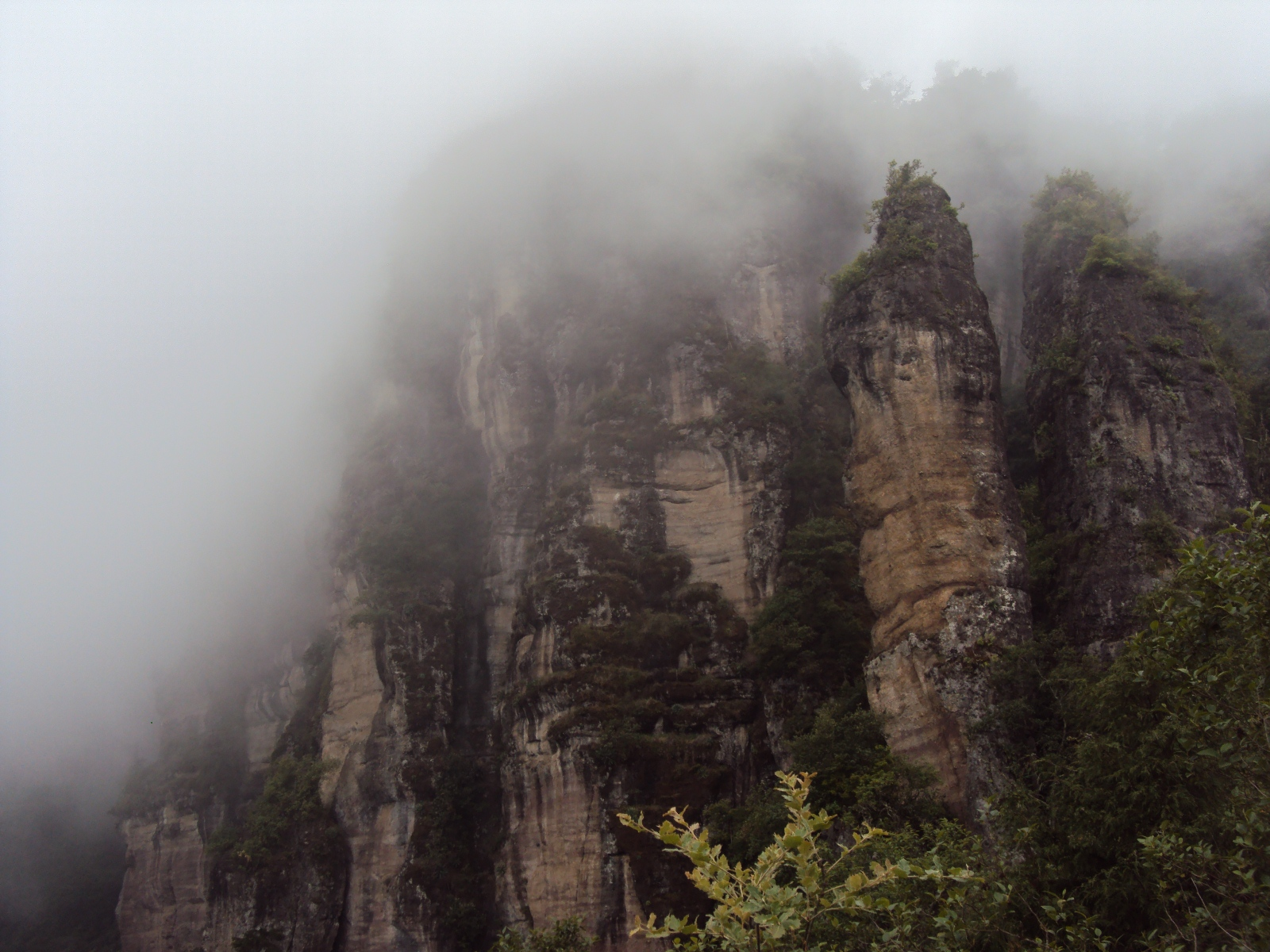
Parte norte del Cerro de Chignautla

La junta auxiliar de San Sebastián de se localiza en la porción oriental del declive del golfo, y se caracteriza por su Territorio de cultivo(maíz, frijol,) .

## Hidrografía
En la Junta Auxiliar de San Sebastián que pertenece al municipio de Teziutlán, la mayor parte de la Junta Auxiliar se localiza dentro de la región morfológica de la sierra norte pertenece a la vertiente septentrional del municipio de Teziutlán, formada por las distintas cuencas parciales de los ríos que desembocan en el Golfo de México, con una gran cantidad de caídas. 
La Junta Auxiliar del municipio de Teziutlán es recorrido por varios, uno de ellos es el que pasa entre San Sebastián y San Diego, este río conecta también con San Juan Acateno, este río igual proviene de Chignautla.

## Población
San Sebastián cuenta con una población de 8520 habitantes, de acuerdo al II conteo de Población y Vivienda, INEGI, 2005.

## Economía
En San Sebastían se cultiva principalmente el maíz. En ganadería se cría ganado bovino, porcino, equino, caprino, asnal y mular, así como aves de corral y Cuenta con molinos de nixtamal.

## Cultura
El principal monumento histórico de San Sebastián es la iglesia de San Sebastián , ubicado en la cabecera municipal.

## Gaelría de imágenes
| San Sebastián |  |
|               |  |